# پنجه بوکس

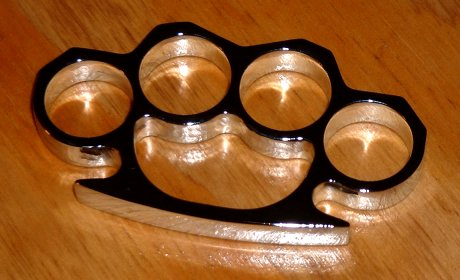
یک نمونه پنجه بوکس

پنجه بوکس یکی از انواع سلاح‌های سرد است که از آن در نزاع‌های خیابانی استفاده می‌کنند. این شیء فلزی به صورت انگشترهای به هم پیوسته‌است که بر روی هر حلقهٔ آن یک برجستگی وجود دارد. هدف این سلاح متمرکز کردن نیروی مشت در یک نقطهٔ سخت و با سطح کم است؛ در عین حال، فشار وارد شده به دست حین مشت زدن به جای وارد شدن به سر مشت‌ها در سطح کف دست پخش می‌شود. بسیاری معتقدند که جنس مرغوب این سلاح برنج است، در حالی که این سلاح اکثر اوقات از فلزهای دیگر، فیبرهای کربن، و پلاستیک ساخته می‌شود. مجازات حمل این سلاح در ایران ۶ ماه زندان و پرداخت جریمه نقدی می‌باشد.